# Dragan Jakovljević (labdarúgó)
Dragan Jakovljević, szerbül: Драган Jaкoвљeвић (Konjic, 1962. február 23. –) jugoszláv válogatott boszniai szerb labdarúgó, csatár.

## Pályafutása

### Klubcsapatban
1982 és 1984 között az Igman Konjic, 1984 és 1989 között az FK Sarajevo labdarúgója volt. A szarajevói csapattal az 1984–85-ös idényben jugoszláv bajnoki címet nyert. 1989 és 1991 között a francia FC Nantes, 1991 és 1996 között a belga Royal Antwerp játékos volt. A belga csapattal az 1992–93-as szezonban KEK-döntős volt.

### A válogatottban
1987 és 1989 között nyolc alkalommal szerepelt a jugoszláv válogatottban és három gólt szerzett. Tagja volt az 1992-es svédországi Európa-bajnokságra benevezett keretnek, de tíz nappal a torna megkezdése előtt az UEFA a délszláv háború miatt kizárta a jugoszláv csapatot a versenyből.

## Sikerei, díjai
FK Sarajevo
- Jugoszláv bajnokság
  - bajnok: 1984–85

 Royal Antwerp
- Belga kupa
  - győztes: 1992
- Kupagyőztesek Európa-kupája (KEK)
  - döntős: 1992–93

## Statisztika

### Mérkőzései a válogatottban
| Jugoszlávia | Jugoszlávia          | Jugoszlávia                      | Jugoszlávia | Jugoszlávia | Jugoszlávia | Jugoszlávia  | Jugoszlávia | Jugoszlávia |
| #           | Dátum                | Helyszín                         | Hazai       | Eredmény    | Vendég      | Kiírás       | Gólok       | Esemény     |
| ----------- | -------------------- | -------------------------------- | ----------- | ----------- | ----------- | ------------ | ----------- | ----------- |
| 1.          | 1987. december 16.   | İzmir, İzmir Atatürk Stadium     | Törökország | 2 – 3       | Jugoszlávia | Eb-selejtező | -           |             |
| 2.          | 1988. március 23.    | Swansea, Vetch Field             | Wales       | 1 – 2       | Jugoszlávia | barátságos   | 1           | 71'         |
| 3.          | 1988. március 31.    | Split, Gradski stadion u Poljudu | Jugoszlávia | 1 – 1       | Olaszország | barátságos   | 1           | 45'         |
| 4.          | 1989. április 5.     | Athén, Olimpiai Stadion          | Görögország | 1 – 4       | Jugoszlávia | barátságos   | 1           | 64' 80'     |
| 5.          | 1989. május 27.      | Brüsszel, Heysel Stadion         | Belgium     | 1 – 0       | Jugoszlávia | barátságos   | -           |             |
| 6.          | 1989. szeptember 6.  | Zágráb, Maksimir Stadion         | Jugoszlávia | 3 – 1       | Skócia      | vb-selejtező | -           | 74'         |
| 7.          | 1989. szeptember 20. | Újvidék, Vojvodina Stadion       | Jugoszlávia | 3 – 0       | Görögország | barátságos   | -           |             |
| 8.          | 1989. október 11.    | Szarajevó, Koševo Stadion        | Jugoszlávia | 1 – 0       | Norvégia    | vb-selejtező | -           | 86'         |
|             | Összesen             |                                  |             | 8           | mérkőzés    |              | 3           | gól         |